# René de Lorraine-Guise
René de Lorraine-Guise (* 14. August 1536 in Joinville; † 14. Dezember 1566) war ein französischer Adliger aus dem Haus Guise. Er ist der Stammvater der Linie Elbeuf der Familie.
Er war Baron d’Elbeuf von 1550 bis 1554 und Marquis d’Elbeuf von 1554 bis 1566.

## Leben
René de Lorraine-Guise war der jüngste Sohn von Claude de Lorraine, Herzog von Guise und Aumale, Baron de Mayenne und Elbeuf, Sire de Joinville, und Antoinette de Bourbon.
Im Rahmen der Italienischen Kriege begleitete er seinen Bruder Claude, den Herzog von Aumale, 1551 nach Italien und nahm am Piemont-Feldzug teil. Nach seiner Rückkehr nach Frankreich verteidigte er 1552 Metz, das Heinrich II., König von Frankreich, gerade erobert hatte und das Karl V. zurückerobern wollte (Belagerung von Metz (1552)). 1555 versorgte er Mariembourg mit Nachschub. 1557 kämpfte er als Colonel général von 6000 Schweizer Soldaten auf dem italienischen Kriegsschauplatz, und nahm 1558 an der Eroberung von Calais (Januar) und der Belagerung von Thionville (April – Juni) teil.
Am 18. November 1559 wurde er zum Lieutenant-général commandant für die Expedition nach Schottland im Rahmen der Auld Alliance ernannt, die seine Schwester, die Regentin Marie de Guise, unterstützen sollte. Er stellte eine Flotte von acht Schiffen zusammen, mit der er Anfang 1560 in See stach, wurde aber durch Stürme bereits im Ärmelkanal zur Umkehr gezwungen. Marie de Guise starb am 11. Juni 1560 in Edinburgh. Im Jahr darauf, 1561, wurde er als französischer Gesandter eingesetzt, um seine verwitwete Nichte Maria Stuart, Königin der Schotten und ehemalige Königin von Frankreich, bei ihrer Rückkehr in ihr Land zu begleiten. Er kam am 21. August 1561 in Schottland an und blieb bis Anfang 1562.
Zusammen mit Lord John, Lord Robert und anderen nahm er im Dezember 1561 an einem Turnier im Sands of Leith teil, wahrscheinlich zur Feier des Geburtstags der Königin (8. Dezember). Es gab ein „Running at the Ring“ mit zwei Mannschaften von je sechs Männern, wobei eine Mannschaft als Frauen und die andere als exotische Ausländer in seltsamen Maskeraden verkleidet war.
Laut der Chronik von Robert Lindsay of Pitscottie war der Marquis beeindruckt von der Vielfalt der schottischen Produkte, die bei den Banketten im Februar 1562 anlässlich der Hochzeit des Halbbruders der Königin Lord James Stewart und Agnes Keith serviert wurden. Zu den Festmahlen gehörten Wildbret, Geflügel und „alle anderen Arten von delikaten Wildtieren“.
Kurz nach der Hochzeit wurde der Marquis in Edinburgh in einen Aufruhr verwickelt, der als eine Art Maskerade in der Stadt begann. Er ging zusammen mit dem Earl of Bothwell und Lord John zu dem Haus, in dem Alison Craik, die Tochter eines Kaufmanns und Mätresse des Earl of Arran, untergebracht war. Als sie nicht eingelassen wurden, brachen sie die Türen auf. Es gab Beschwerden bei der Königin, und sie erteilte eine Rüge. Als Bothwell und Lord John dies ignorierten dies, kam es am nächsten Tag zu einer Auseinandersetzung zwischen ihren Anhängern und den Hamiltons auf dem Marktplatz.
Nach seiner Rückkehr nach Frankreich nahm er am Ersten Hugenottenkrieg (1562/63) teil. Er diente in der Armee, die vom König von Navarra und seinem Bruder, dem Herzog von Guise befehligt wurde, und wurde mit der Verteidigung von Beaugency beauftragt. Am 16. September unterwarf er Notre-Dame de Cléry, wobei er zwei Kompanien Hugenotten schlug.
Nach dem Tod seines Bruders am 24. Februar 1563 wurde er am 31. März 1563 zum Capitaine et Lieutenant-général des galères de Roi ernannt, am 6. April zum Captaine et Lieutenant-général des galères du Ponent et du Levant (d. h. Westen/Atlantik und Osten/Mittelmeer).
Er starb bereits drei Jahre später, im Alter von 30 Jahren.

## Ehe und Familie
René de Lorraine-Guise heiratete am 3. Februar 1555 Louise de Rieux, Comtesse d’Harcourt, Dame de Rieux et d’Ancenis (* um 1531; † um 1570), 1560 Première dame d’honneur von Maria Stuart, Tochter von Claude de Rieux, Comte d’Harcourt, und Suzanne de Bourbon-Montpensier. Ihre Kinder sind:
- Marie (* 22. August 1555[7]; † um 1603/05); ⚭ 10. November 1576 Charles de Lorraine, Duc d’Aumale, Pair de France (* 25. Januar 1555; † 1631)
- Charles (* 18. Oktober 1556; † 24. August 1605[8]), Marquis, dann 1581 Duc d’Elbeuf, Pair de France, Comte d’Harcourt (durch seine Mutter); ⚭ 5. Februar 1583 Marguerite Chabot, Dame de Pagny, Comtesse de Charny (* 1565; † 29. September 1652) Tochter von Léonor Chabot, Comte de Charny et de Buzançais, und Françoise de Rye, Dame de Longwy

Darüber hinaus hatte er einen unehelichen Sohn mit Marguerite Chrétien:
- René, Bâtard d’Elbeuf (* 1559; † 26. Januar 1629), Seigneur de Beaumesnil, bestattet in Paris Saint-Sulpice; ⚭ ebenda Isabelle de Lormeau, Tochter von Charles Lormeau und Claude Poirier[9]

Er war der Förderer des Komponisten Pierre Cléreau sowie des Dichters Rémy Belleau.